# Solontsí (Buriàtia)
|  | Per a altres significats, vegeu «Solontsí». |

Solontsí (en rus: Солонцы) és un poble de la República de Buriàtia, a Rússia, segons el cens del 2010 tenia 642 habitants.